# Sidney Peters
Sidney John Peters (* 2. Dezember 1885; † 9. Januar 1976) war ein britischer Politiker (Liberal Party, später National Liberal Party).

## Karriere
Sidney Peters war von den Wahlen 1929 bis 1945 Mitglied des House of Commons. Er wurde als Mitglied der Liberal Party gewählt, wechselte später aber zur National Liberal Party. Sein Nachfolger wurde David Renton, Baron Renton.